# Blood: Franz Ferdinand
Blood: Franz Ferdinand — ремиксовый альбом шотландской группы Franz Ferdinand, релиз которого состоялся 1 июня 2009 года. Содержит дабовые версии песен с предыдущего альбома группы Tonight: Franz Ferdinand (за исключением «Bite Hard», «Lucid Dreams», и «Katherine Kiss Me»). Первоначально был издан как дополнение к специальному изданию Tonight: Franz Ferdinand, затем был издан как самостоятельный альбом.

## Список композиций
1. «Feel the Pressure» (дабовая версия «What She Came For») - 3:28
2. «Die on the Floor» (дабовая версия «Can’t Stop Feeling») - 6:35
3. «Vaguest of Feeling» (дабовая версия «Live Alone») - 3:50
4. «If I Can’t Have You Then Nobody Can» (дабовая версия «Turn It On») - 3:54
5. «Katherine Hit Me» (дабовая версия «No You Girls») - 3:43
6. «Backwards on My Face» (дабовая версия «Twilight Omens») - 3:48
7. «Feeling Kind of Anxious» (дабовая версия «Ulysses») - 6:31
8. «Feel the Envy» (дабовая версия «Send Him Away») - 3:34
9. «Be Afraid» (дабовая версия «Dream Again») - 3:03

Бонус-треки, доступные через iTunes
1. «No You Girls» (Vince Clarke Remix) - 5:04
2. «No You Girls» (Trentemoller Remix) - 7:30
3. «No You Girls» (The Juan MacLean Remix) - 8:31